# Trio per pianoforte e archi (Ravel)
Il Trio per pianoforte, violino e violoncello in La minore, Op. 67 è una composizione da camera per pianoforte, violino e violoncello di Maurice Ravel composto nel 1914. Dedicato all'insegnante di contrappunto di Ravel André Gedalge, il trio fu eseguito per la prima volta a Parigi nel gennaio 1915 da Alfredo Casella (pianoforte), Gabriel Willaume (violino) e Louis Feuillard (violoncello). L'esecuzione del lavoro dura mediamente circa 25 minuti.

## Storia
Ravel aveva programmato di scrivere un trio per almeno sei anni prima di iniziare a lavorare seriamente nel marzo 1914. All'inizio il compositore osservò al suo allievo Maurice Delage: "Ho scritto il mio trio. Ora tutto ciò di cui ho bisogno sono i temi." Durante l'estate del 1914, Ravel realizzò la sua composizione nel comune basco francese di Saint-Jean-de-Luz. Ravel era nato dall'altra parte della baia nella città di Ciboure; sua madre, nata nella stessa città, era basca e sentiva una profonda identificazione con la sua eredità. Durante la composizione del Trio, Ravel stava anche lavorando ad un concerto per pianoforte basato su temi baschi intitolato Zazpiak Bat (basco per "I sette sono uno"). Anche se alla fine fu abbandonato, questo progetto lasciò il suo segno sul Trio, in particolare nel movimento di apertura, che Ravel annotò in seguito come "basco nell'atmosfera".
Tuttavia, il primo biografo e amico di Ravel, Roland-Manuel, aveva una diversa descrizione dell'origine del tema:
I nostri grandi musicisti non si sono mai vergognati di ammirare una bella melodia di café concerto. Si dice che fu guardando i venditori di gelati che ballavano un fandango a Saint-Jean-de-Luz che Ravel prese il primo tema del suo Trio in La, un tema che credeva fosse basco, ma che non lo era.
Mentre i progressi iniziali del Trio furono lenti, lo scoppio della prima guerra mondiale nell'agosto 1914 spronò Ravel a finire il lavoro in modo da potersi arruolare nell'esercito. Pochi giorni dopo l'entrata in guerra della Francia, Ravel scrisse di nuovo a Maurice Delage: "Sì, sto lavorando al Trio con la sicurezza e la lucidità di un pazzo". A settembre l'aveva finito. Scrisse a Igor' Stravinskij: "L'idea che sarei dovuto partire subito mi ha fatto superare cinque mesi di lavoro in cinque settimane! Il mio Trio è finito". In ottobre fu accettato come aiutante di infermeria dall'esercito e nel marzo del 1916 divenne un camionista volontario per il 13º reggimento di artiglieria.

## Informazioni generali
Nel comporre il Trio, Ravel era consapevole delle difficoltà compositive poste dal genere: come conciliare le sonorità contrastanti del piano e degli strumenti a corda e come raggiungere l'equilibrio tra le tre voci strumentali; in particolare, come fare in modo che quella del violoncello si distinguesse dalle altre, che si sentono più facilmente. Nell'affrontare quest'ultimo problema, Ravel adottò un approccio orchestrale alla sua scrittura: facendo ampio uso delle gamme estreme di ogni strumento, creò una struttura di suono insolitamente ricca per un lavoro da camera. Impiegò effetti coloristici come trilli, tremoli, armoniche, glissando e arpeggi, richiedendo così un alto livello di competenza tecnica da tutti e tre i musicisti. Nel frattempo, per ottenere chiarezza nella trama e assicurare l'equilibrio strumentale, Ravel distanziò spesso le linee del violino e del violoncello a due ottave di distanza, con la mano destra del piano che suonava tra di loro.
L'ispirazione per il contenuto musicale del Trio proveniva da una grande varietà di fonti, dalla danza basca alla poesia malese. Tuttavia Ravel non si discostò dalla sua solita predilezione per le forme musicali tradizionali. Il Trio segue il formato standard per un'opera classica a quattro movimenti, con i movimenti esterni in forma di sonata che fiancheggiano uno scherzo e un trio e un movimento lento. Ravel riesce però a introdurre le proprie innovazioni all'interno di questo quadro convenzionale.

## Movimenti
Il trio è scritto nella chiave di la minore e si compone di quattro movimenti:
1. Modéré (La minore. ♩ = 132)
2. Pantoum. Assez vif (La minore. ♩ = 192)
3. Passacaille. Très large (Fa♯ minore. ♩ = 40)
4. Finale. Animé (La maggiore. ♩ = 152)

### I. Modéré
Secondo Ravel il primo movimento si basa sullo zortziko, una forma di danza basca. Il movimento viene annotato in tempo di  8⁄8, ogni battuta viene suddivisa in uno schema ritmico 3+2+3. L'influenza dello Zazpiak Bat è più evidente nel tema iniziale, il cui ritmo è identico a quello del tema principale dello Zazpiak Bat ma con valori di nota dimezzati. Notevole anche il movimento graduale della melodia prima seguito da un salto di quarta; i temi di apertura degli altri tre movimenti sono costruiti in modo simile: nel secondo e quarto movimento, il salto è di quinta.
Ravel impiega la forma-sonata in questo movimento, ma non senza introdurre i suoi tocchi. Il secondo tema è presentato nella tonica la minore e riappare non trasposto nella ricapitolazione ma con armonie diverse. Per evitare un uso eccessivo della chiave tonica, Ravel termina il movimento nella relativa chiave di do maggiore. Nella ricapitolazione l'aspetto del tema principale nel piano è sovrapposto a una versione ritmicamente modificata del secondo tema negli archi. Questa giustapposizione di temi era uno degli strumenti preferiti di Ravel, che lo usò anche in altre opere, come il Menuet antique e il Menuet in Le Tombeau de Couperin.

### II. Pantoum: Assez vif
Questo movimento si basa su una tradizionale forma di scherzo e trio A-B-A. Lo scherzo presenta due temi: il piano apre con il primo tema spigoloso in La minore, mentre gli archi rispondono in doppie ottave con il secondo tema più morbido in fa diesis minore. Il nome del movimento si riferisce a una forma di versetto malese, in cui la seconda e la quarta riga di ciascuna strofa di quattro righe diventano la prima e la terza riga della successiva. Mentre Ravel non commentò mai il significato del titolo del movimento, Brian Newbould ha suggerito che la forma poetica si riflette nel modo in cui questi due temi vengono sviluppati in alternanza.
La melodia in fa maggiore del trio è in un metro completamente diverso (4⁄2) dallo scherzo (3⁄4). Quando il piano lo introduce, gli archi continuano a suonare musica derivata dallo scherzo in tempo di 3⁄4 e le due segnature temporali continuano a coesistere nelle diverse parti fino al ritorno del trio.

### III. Passacaille: Très large
Il terzo movimento è una passacaglia basata sulla linea del basso in otto battute del pianoforte, che deriva dal primo tema del Pantoum. Si unisce in seguito il violoncello, seguito dal violino. Mentre la melodia si diffonde tra i tre strumenti, il movimento si costruisce in modo determinato verso un potente culmine, quindi va scemando.

### IV. Final: Animé
Sullo sfondo di armoniche arpeggiate del violino (precedentemente utilizzate da Ravel nei suoi Trois poèmes de Mallarmé) e i trilli a doppia corda del violoncello, il piano presenta il primo tema a cinque battute. Come nel primo movimento, sono di nuovo in uso indicazioni di tempo irregolari: il movimento si alterna tra il tempo di 5⁄4 e di 7⁄4. I richiami della tromba nella sezione di sviluppo (suonata dal piano dopo la ripetizione numero 7) possono essere un'allusione alla dichiarazione di guerra dell'agosto 1914, che coincise con il lavoro di Ravel in questo movimento. Essendo il più orchestrale dei quattro movimenti, il Final sfrutta al massimo le risorse dei tre suonatori e Ravel completa l'intero lavoro con una coda brillante.

## Nella cultura di massa
- Il primo movimento è stato ampiamente utilizzato come colonna sonora nel triangolo amoroso diretto da Claude Sautet nel 1992 Un cœur en hiver (Un cuore in inverno), con Emmanuelle Béart, Daniel Auteuil e André Dussollier. L'attribuzione musicale nel film è data a Maurice Ravel.
- Una versione adattata del terzo movimento appare nel film Birdman o (La virtù inattesa dell'ignoranza).
- In un concerto del London Proms del 1993 Yan-Pascal Tortelier e la BBC Philharmonic Orchestra hanno presentato in anteprima l'orchestrazione del pezzo di Ravel realizzata da Tortelier.